# Akira Macunaga
Akira Macunaga (21. září 1914 – 20. leden 1943) byl japonský fotbalista.

## Reprezentační kariéra
Akira Macunaga odehrál 2 reprezentační utkání. S japonskou reprezentací se zúčastnil letních olympijských her 1936.

## Statistiky
| Japonsko | Japonsko | Japonsko |
| Roky     | Záp.     | Góly     |
| -------- | -------- | -------- |
| 1936     | 2        | 1        |
| Celkem   | 2        | 1        |